# Гомель (футбольний клуб)
«Го́мель» (біл. ФК Гомель) — білоруський футбольний клуб із однойменного міста, заснований 1959 року. 2010 року клуб посів перше місце у Першій лізі Білорусі, здобувши підвищення у найвищий дивізіон.

## Досягнення
Чемпіонат Білорусі
- Чемпіон (1): 2003

Кубок Білорусі
- Володар кубка (3): 2002, 2011, 2022

Суперкубок Білорусі
- Володар суперкубка (1): 2012

## Виступи в єврокубках
| Сезон   | Змагання        | Раунд |                    | Клуб            | 1-а гра | 2-а гра          |
| ------- | --------------- | ----- | ------------------ | --------------- | ------- | ---------------- |
| 1999    | Кубок Інтертото | 1Р    | Чехія              | Градець-Кралове | 0–1 (В) | 1–0 (п. 2–1) (Д) |
| 1999    | Кубок Інтертото | 2Р    | Швеція             | Гаммарбю        | 0–4 (В) | 2–2 (Д)          |
| 2000–01 | Кубок УЄФА      | КР    | Швеція             | АІК             | 0–1 (В) | 0–2 (Д)          |
| 2002–03 | Кубок УЄФА      | КР    | Фінляндія          | ГІК             | 1–0 (Д) | 4–0 (В)          |
| 2002–03 | Кубок УЄФА      | 1Р    | Німеччина          | Шальке 04       | 1–4 (Д) | 0–4 (В)          |
| 2004–05 | Ліга чемпіонів  | 1КР   | Албанія            | Тирана          | 0–2 (Д) | 1–0 (В)          |
| 2008–09 | Кубок УЄФА      | 1КР   | Польща             | Легія           | 0–0 (В) | 1–4 (Д)          |
| 2011–12 | Ліга Європи     | 3КР   | Туреччина          | Бурсаспор       | 1–2 (В) | 1–3 (Д)          |
| 2012–13 | Ліга Європи     | 1КР   | Фарерські острови  | Вікінгур        | 6–0 (В) | 4–0 (Д)          |
| 2012–13 | Ліга Європи     | 2КР   | Північна Македонія | Ренова          | 2–0 (В) | 0–1 (Д)          |
| 2012–13 | Ліга Європи     | 3КР   | Англія             | Ліверпуль       | 0–1 (Д) | 0–3 (В)          |